# Thời gian tươi đẹp
Thời gian tươi đẹp (tiếng trung: 大好时光, tiếng Anh: Good time) là một bộ phim thần tượng tình cảm của Trung Quốc. Đạo diễn bộ phim do Hạ Hiểu Quân đảm nhiệm cùng với biên kịch nổi tiếng Vương Lệ Bình cùng các diễn viên Hồ Ca, Vương Hiểu Thần, Hứa Á Quân, Hàn Đông Quân. Vào ngày 16 tháng 10 năm 2015, bộ phim được phát sóng trên Đông Phương vệ thị và An Huy vệ thị.
Phim khai máy tại Thượng Hải vào ngày 12 tháng 4 năm 2015 và đóng máy vào ngày 15 tháng 7 cùng năm. Tại Việt Nam, phim được mua bản quyền và phát sóng trên kênh HTV3 từ thứ 2 đến thứ 6 lúc 20h bắt đầu từ ngày 26 tháng 4 năm 2016. Đến ngày 9 tháng 6 năm 2016, phim được đổi khung giờ và lịch phát sóng vào lúc 19h55 từ thứ 2 đến thứ 7.

## Thời gian phát sóng

### Phát sóng
| Kênh                                                              | Quốc gia   | Ngày bắt đầu phát sóng | Thời gian chiếu                                                            |
| Đông Phương vệ thị                                                | Trung Quốc | 16/10/2015             | Hàng ngày 19:35-22:35                                                      |
| An Huy vệt thị                                                    | Trung Quốc | 16/10/2015             | Hàng ngày 19:35-22:35                                                      |
| Quảng Đông vệ thị                                                 | Trung Quốc | 05/01/2016             | Hàng ngày 19:35                                                            |
| CCTV                                                              | Trung Quốc | 02/02/2016             | Hàng ngày 16:40                                                            |
| Đài Bát đại đệ nhất                                               | Đài Loan   | 25/05/2016             | Thứ 2 đến thứ 6 20:00                                                      |
| LiTV 線上影視 Lưu trữ ngày 8 tháng 8 năm 2016 tại Wayback Machine | Đài Loan   | 5/2016                 | （TV、Điện thoại、Web)                                                     |
| Giai nhạc đài                                                     | Singapore  | 18/05/2016             | Thứ 2 đến thứ 6 23:00                                                      |
| NTV7                                                              | Malaysia   | 17/10/2016             | Thứ 2 đến thứ 5 18:00                                                      |
| TOP TV                                                            | Đài Loan   | 18/10/2016             | Thứ 2 đến thứ 6 18:00-20:00                                                |
| HTV3                                                              | Việt Nam   | 26/4/2016              | Thứ 2 đến thứ 6 20:00-21:00 Thứ 2 đến thứ 7 19:55-20:55 (Từ ngày 9/6/2016) |

## Cốt truyện
Viên Hạo (Hồ Ca đóng), hiện đang quản lý một công ty du lịch, có cả sự nghiệp lẫn thành tựu. Anh đẹp trai, có nhà riêng, có ô tô, giàu có và đặc biệt là vẫn còn độc thân. Có thể nói Viên Hạo là đối tượng kết hôn trong mộng của đa số cô gái hiện đại. Ở độ tuổi ngoài ba mươi, Viên Hạo đang ở trong khoảng thời gian tươi đẹp nhất của cuộc đời. Thế nhưng do từ nhỏ sống trong gia đình tan vỡ, lại gặp phải cô người yêu điên cuồng ép cưới, Viên Hạo đối với hôn nhân càng cảm thấy sợ hãi. Anh tự xếp mình vào hàng ngũ những người đàn ông không muốn kết hôn. Cho đến một ngày anh gặp được cô gái thông minh, nhanh nhạy Mao Tiểu Xuân (Vương Hiểu Thần đóng). Cô bác sĩ khoa mắt Mao Tiểu Xuân thân thế phức tạp, cũng từng trải qua những cuộc tình không êm đẹp nên cũng thuộc chủ nghĩa không kết hôn. Tiểu Xuân luôn mang trong mình mối nghi ngờ về giới tính của Viên Hạo. Hai người không có ý định kết hôn gặp gỡ nhau cuối cùng thế nào lại nắm tay cùng bước vào lễ đường.

## Diễn viên chính
| Diễn viên       | Vai trò          | Giới thiệu |
| --------------- | ---------------- | --- |
| Hồ Ca           | Viên Hạo         | Quản lý một công ty du lịch, mắc chứng sợ kết hôn, là mẫu người điển hình của những người đàn ông không muốn kết hôn. Mở đầu, Viên Hạo bị San San – cô bạn gái 10 năm từ nước ngoài trở về điên cuồng bức hôn. Đúng lúc này, Viên Hạo gặp được cô gái thông minh, nhanh nhạy Mao Tiểu Xuân. Sau nhiều hiểu lầm, hai người trở thành bạn bè. Tiếp đó, Viên Hạo lại tiếp tục trải qua cuộc tình không mấy tốt đẹp với Hạ Băng Băng. Nhưng cũng từ đây, Viên Hạo dần nhận ra tình cảm với Mao Tiểu Xuân, cuối cùng hai người cũng có được hạnh phúc bên nhau. |
| Vương Hiểu Thần | Mao Tiểu Xuân    | Bác sĩ khoa mắt, trải qua cảm giác bị phản bội trong tình yêu, trở thành người không muốn kết hôn. Cùng Viên Hạo có nhiều hiểu lầm, nhưng bởi vì có hoàn cảnh gia đình tương tự mà dần dần cho nhau lý giải, cũng dần dần trở nên thưởng thức lẫn nhau, cuối cùng đi đến hạnh phúc bên nhau. |
| Châu Sở Sở      | Hạ Băng Băng     | Cô giáo dạy múa, bạn gái thứ hai của Viên Hạo, bên ngoài đơn thuần thiện lương, nội tâm lại tràn đầy ghen ghét đố kỵ và ham vật chất. Vốn không toàn tâm yêu Viên Hạo, Băng Băng càng dồn ép anh với nhiều chiêu trò thì lại khiến Viên Hạo càng xa cô hơn. Đỉnh điểm là việc Băng Băng đã qua đêm với Lão Đổng – một người đàn ông luôn mua cho cô những món đồ hàng hiệu. Chuyện này cuối cùng Viên Hạo đã biết và quyết định chia tay. Đồng thời, cô cũng mất đi tình bạn với Tiểu Xuân.                                                                |
| Hàn Đông Quân   | La Nhất Dương    | Anh em cùng mẹ khác cha của Viên Hạo. Một anh chàng 9X điển hình, là một người cơ linh lại nhiệt tình. Đồng thời, hắn cũng có nhiều suy nghĩ của riêng mình. Vì giúp mẹ cùng anh trai nhận lại nhau, nên chính mình tự đến Thượng Hải. |
| Lỗ Y Sa         | Trương Tuyết Nhi | Cháu gái của Chu Đào, cuối cùng kết hôn với La Nhất Dương. |
| Từ Bách Hủy     | San San          | San san, mối tình đầu của Viên Hạo, học cùng đại học với Viên Hạo, sau đó đi Mỹ du học. Cô cùng Viên hạo định ra mười năm chi ước, mười năm sau, về nước muốn cùng Viên Hạo kết hôn, vẫn luôn yêu Viên hạo. Vì cô quá chuyên quyền độc đoán nên Viên Hạo đã chia tay cô. |
| Hứa Á Quân      | Chu Đào          | Bạn thân của Viên Hạo, chủ quán cà phê. Cùng với Giản Hủy 2 lần kết hôn, 2 lần li hôn, cuối cùng hạnh phúc bên nhau. |

## Nhạc phim
| STT | Nhan đề                         | Phổ lời     | Phổ nhạc | Thể hiện  | Thời lượng |
| --- | ------------------------------- | ----------- | -------- | --------- | ---------- |
| 1.  | "《大好时光》" (Ca khúc chủ đề) | Từ Thiên Từ | Từ Tiếu  | Triệu Khả |            |

## Đánh giá
| Nền tảng           | Đánh giá trung bình | Thị phần trung bình |
| Đông Phương vệ thị | 1.136               | 3.130               |
| An Huy vệ thị      | 0,795               | 2,192               |

## Giải thưởng
| Năm  | Lễ trao giải | Giải thưởng                                                                     | Tên                |
| ---- | --- | ------------------------------------------------------------------------------- | ------------------ |
| 2015 | Lễ trao giải kỷ niệm 10 năm hội thảo truyền hình châu Á                                                             | Giải thưởng đóng góp đặc biệt châu Á                                            | Hồ Ca              |
| 2015 | Liên hoan phim truyền hình quốc gia 2015                                                                            | Mười phim truyền hình có ảnh hưởng hàng đầu                                     | Thời gian tươi đẹp |
| 2015 | Liên hoan phim truyền hình quốc gia 2015                                                                            | Khán giả yêu thích biên kịch                                                    | Vương Lệ Bình      |
| 2015 | Liên hoan phim truyền hình quốc gia 2015                                                                            | Diễn viên xuất sắc nhất                                                         | Hồ Ca              |
| 2015 | Liên hoan phim truyền hình quốc gia 2015                                                                            | Nữ diễn viên tinh thần đột phá nhất                                             | Vương Hiểu Thần    |
| 2016 | Cục Báo chí, Xuất bản, Phát thanh, Điện ảnh và Truyền hình                                                          | Phim truyền hình xuất sắc Trung Quốc 2015                                       |                    |
| 2016 | Lễ trao giải phim truyền hình Giang Tô 2015                                                                         | Biên kịch hay nhất năm                                                          | Vương Lệ Bình      |
| 2016 | Hội nghị thường niên phát sóng phim truyền hình Thượng Hải 2016 và Liên hoan chất lượng phim truyền hình Trung Quốc | Giải thưởng chất lượng                                                          | Thời gian tươi đẹp |
| 2016 | Hội nghị thường niên phát sóng phim truyền hình Thượng Hải 2016 và Liên hoan chất lượng phim truyền hình Trung Quốc | Bộ phim truyền hình yêu thích của khán giả (Oriental TV)                        | Thời gian tươi đẹp |
| 2016 | Hội nghị thường niên phát sóng phim truyền hình Thượng Hải 2016 và Liên hoan chất lượng phim truyền hình Trung Quốc | Kịch bản gốc hàng năm                                                           | Vương Lệ Bình      |
| 2016 | Hội nghị thường niên phát sóng phim truyền hình Thượng Hải 2016 và Liên hoan chất lượng phim truyền hình Trung Quốc | Giải thưởng hiệu suất chất lượng hàng năm                                       | Hồ Ca              |
| 2016 | Hội nghị thường niên phát sóng phim truyền hình Thượng Hải 2016 và Liên hoan chất lượng phim truyền hình Trung Quốc | Diễn viên hấp dẫn nhất thị trường trong năm                                     | Hồ Ca              |
| 2016 | Hội nghị thường niên phát sóng phim truyền hình Thượng Hải 2016 và Liên hoan chất lượng phim truyền hình Trung Quốc | Diễn viên năm mới                                                               | Hàn Đông Quân      |
| 2016 | Hội nghị thường niên phát sóng phim truyền hình Thượng Hải 2016 và Liên hoan chất lượng phim truyền hình Trung Quốc | Nữ diễn viên mới hàng năm                                                       | Vương Hiểu Thần    |
| 2016 | Giải thưởng Đài Phát thanh và Truyền hình Thượng Hải 2015                                                           | Giải nhất                                                                       | Thời gian tươi đẹp |
| 2016 | Lễ trao giải khảo sát hài lòng phim truyền hình hàng đầu Trung Quốc lần thứ 19 của Trung Quốc                       | Vị trí thứ sáu trong 100 phim truyền hình hàng đầu của Trung Quốc               | Thời gian tươi đẹp |
| 2016 | Lễ trao giải khảo sát hài lòng phim truyền hình hàng đầu Trung Quốc lần thứ 19 của Trung Quốc                       | Tác giả kịch bản hay nhất trong số 100 phim truyền hình hàng đầu của Trung Quốc | Vương Lệ Bình      |
| 2016 | Lễ trao giải khảo sát hài lòng phim truyền hình hàng đầu Trung Quốc lần thứ 19 của Trung Quốc                       | Ngôi sao điện ảnh yêu thích của khán giả quốc gia                               | Vương Hiểu Thần    |